# Beşiktaş JK (basquete)
O Beşiktaş Erkek Basketbol Takımı, também conhecido como Beşiktaş Sompo Japan por motivos de patrocinadores, é o departamento de basquetebol do clube multi-esportivo Beşiktaş Jimnastik Kulübü sediado na cidade de Istambul, Turquia que atualmente disputa a Liga Turca e na Eurocopa. Foi fundado em 1933 e manda seus jogos na Sinan Erdem Dome com capacidade para 16.500.

## Patrocinadores Históricos
O Beşiktaş denominou-se durante os anos de várias maneiras diferentes em referência aos seus patrocinadores;
- Beşiktaş Cola Turka: 2005–2011
- Beşiktaş Milangaz: 2011–2012
- Beşiktaş Integral Forex: 2013–2015
- Beşiktaş Sompo Japan: 2015–